# Michaelskapelle (Seemannsmühle)

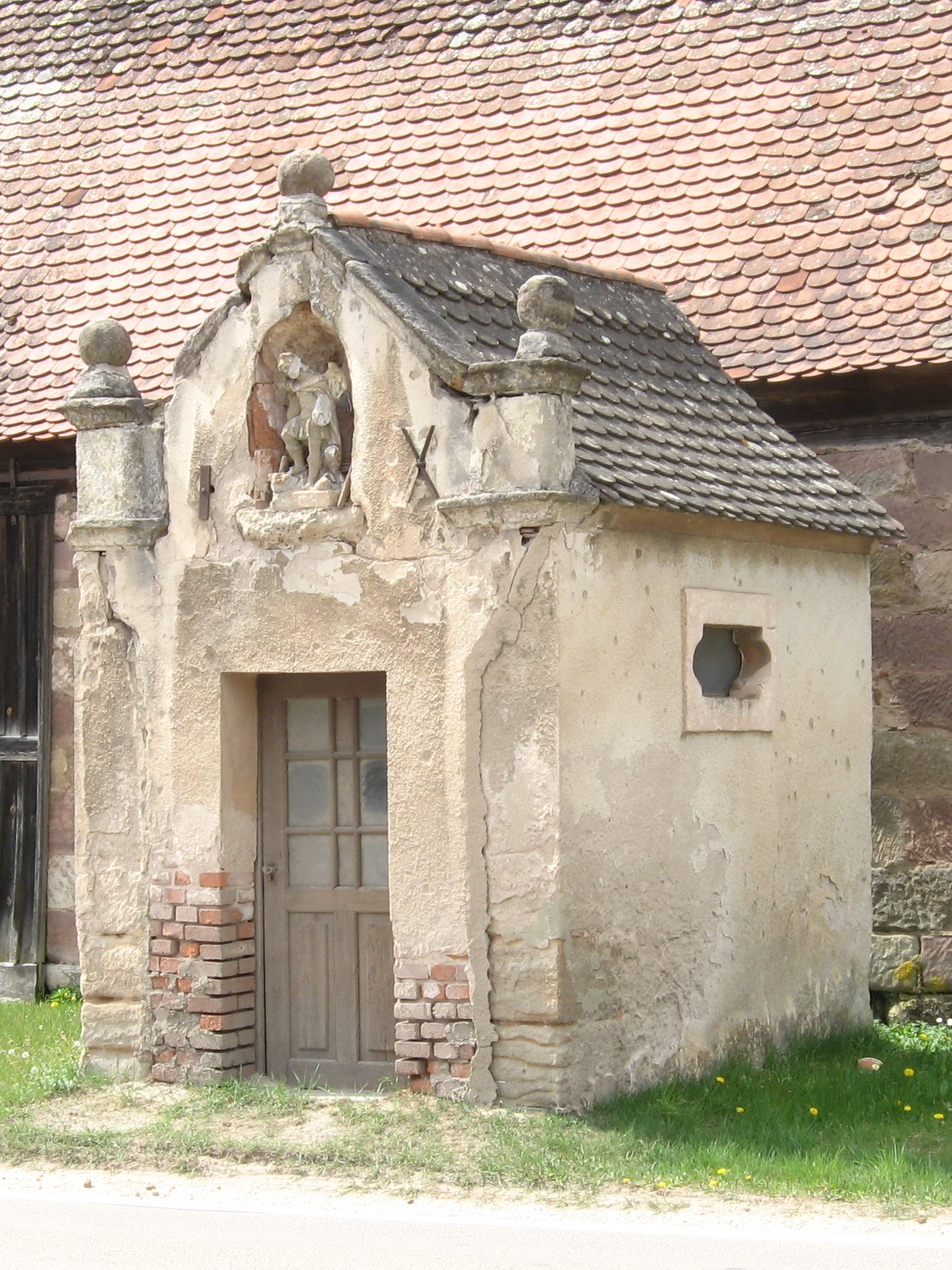
Die Kapelle

Die Michaelskapelle ist eine römisch-katholische Kapelle in Seemannsmühle, einem Gemeindeteil des Marktes Pleinfeld im mittelfränkischen Landkreis Weißenburg-Gunzenhausen. Das Bauwerk ist unter der Denkmalnummer D-5-77-161-110 als Baudenkmal in die Bayerische Denkmalliste eingetragen.
Die dem Erzengel Michael geweihte Wegkapelle steht unmittelbar an der Staatsstraße 2224 gegenüber dem Anwesen Seemannsmühle 2 (dem Mühlengebäude) auf einer Höhe von 369 m ü. NHN. Das aus Buntsandsteinquadern bestehende Gebäude ist ein kleiner massiver Satteldachbau mit Blendgiebel, Er wurde im 18. Jahrhundert errichtet.
Über dem Eingang steht in einer Nische eine stark verwitterte Statue des Erzengels Michael. Im Inneren befindet sich ein Bild, das Jesus am Ölberg zeigt. Die Kapelle ist stark verwittert und renovierungsbedürftig, stellenweise ist der Putz abgebröckelt.